# مولد كهرباء انضغاطية للنظائر المشعة

كهرباء انضغاطية: بسبب ضغط ميكانيكي تنزاح شحنات موجبة (Q+) بالنسبة لشحنات سالبة (Q–) في المادة. وبذلك ينشأ جهد كهربائي في البلورة

مولد كهرباء انضغاطية للنظائر المشعة هو مولد يقوم بتحويل الطاقة المخزنة في المواد المشعة مباشرة إلى حركة لتوليد الكهرباء من خلال التشوه المتكرر لمواد كهرباء انضغاطية. هذا النهج يخلق مصدر عالي على عكس البطاريات الكيميائية فإن الأجهزة تعمل في نطاق واسع جدا من درجات الحرارة.

## الوصف
يتم تركيب ناتئ كهرباء انضغاطية مباشرة فوق قاعدة من نظائر النيكل63 المشعة. جميع الإشعاعات المنبعثة على شكل طبقة رقيقة من النيكل63 تتشكل على شكل إشعاع بيتا والذي يتكون من إلكترونات.
يمكن للنظائر المشعة الاستمرار في إطلاق الطاقة على فترات تتراوح بين أسابيع وعقود فعلى سبيل المثال عمر النصف للنيكل63 هو أكثر من 100 عام وبالتالي قد تستمر البطارية التي تستخدم هذا النظير في توفير طاقة مفيدة لمدة نصف هذا الوقت على الأقل وقد أظهر الباحثون أجهزة ذات كفاءة تبلغ حوالي 7٪ مع ترددات عالية تصل إلى 120 هرتز في مشغلات ترددية منخفضة التردد (كل ثلاث ساعات).